# Вила Вомано (Терамо)
Вила Вомано је насеље у Италији у округу Терамо, региону Абруцо.
Према процени из 2011. у насељу је живело 551 становника. Насеље се налази на надморској висини од 151 м.